# Oragua galerula
Oragua galerula är en insektsart som beskrevs av Young 1977. Oragua galerula ingår i släktet Oragua och familjen dvärgstritar. Inga underarter finns listade i Catalogue of Life.